# Call of Duty: Black Ops II
Call of Duty: Black Ops II – gra komputerowa z gatunku first-person shooter, stworzona przez Treyarch i wydana 13 listopada 2012 przez Activision. Jest to dziewiąta część serii gier Call of Duty.

## Fabuła
Akcja gry rozgrywa się w 2025 roku. Świat stoi na skraju kolejnej wojny, tym razem z wykorzystaniem najnowszych zdobyczy techniki. Po przeciwnych stronach stają Stany Zjednoczone oraz Chiny, które toczą spory o surowce niezbędne do produkcji drogiej elektroniki, oraz do wykorzystania alternatywnych źródeł energii. Grupa terrorystów pod wodzą Raula Menendeza stara się wykorzystać napięcie między największymi potęgami militarnymi do osiągnięcia własnych celów.
Akcja gry rozpoczyna się od przyjazdu wojskowych SUV-ów do „Skarbca” – miejsca pobytu 95 letniego sierżanta Franka Woodsa (postać z gry Call of Duty: Black Ops). Z pojazdu wychodzą żołnierze oraz David Mason (syn Alexa Masona), który chce dowiedzieć się od swego starego opiekuna informacji dotyczących planów Menendeza i jego przeszłości. Część misji są to retrospekcje Woodsa z lat 80., tam gracz (w roli Masona) pierwszy raz poznaje Menendeza. Później zostają przedstawione działania CIA na terenie Afganistanu, Nikaragui i Panamy.
Następne operacje odbywają się roku 2025. Grupa Davida Masona idzie tropem Menendeza i wychwytuje informacje dotyczące jego działań i osób w to zamieszanych, m.in. próbuje schwytać i zabezpieczyć pewną kobietę(programistkę), którą chciał pozyskać antagonista w celu przeprogramowania technologii amerykańskiej i dzięki temu, likwidacji ważnych miast i rozpętania konfliktu chińsko-amerykańskiego.
W kolejnych częściach fabuły, David powraca do Woodsa, by dowiedzieć się dlaczego Raul przetrzymywał go w Panamie i jak zginął jego ojciec. Staruszek zaczyna opowiadać mu o nieudanej operacji, której głównych zadaniem było zniszczenie reputacji Manuela Noriegi i schwytanie celu. Tłumaczył, że „całym przedstawieniem sterował” Hudson (postać z Black Opsa). Okazało się, że ważniejszym obiektem od Noriegi jest „Cel Nexus”, którego Hudson „nie chciał” zdradzić do odpowiedniego momentu. Tu następuje ważny moment w fabule, mianowicie, gdy Woods wraz z Noriegą jedzie windą w budynku przy dokach ma za zadanie zlikwidowania celu poprzez strzał w głowę. Tu gracz będzie miał wybór odnośnie do schwytanej osoby, z workiem na głowie, na głównym placu. Po unieszkodliwieniu celu Woods zauważył, uśmiech na twarzy Noriegi, co go dziwi, a chwilę później niepokoi, a w rezultacie biegnie w stronę postrzelonej ofiary, obawiając się, że mógł zlikwidować kogoś z drużyny. Gdy odkrywa worek, widzi Masona, w efekcie czego Woods sięga po pistolet, by zabić Manuela, jednak zostaje postrzelony w nogi przez Menendeza ze strzelby. Po chwili gracz (Woods) znajduje się w pomieszczenie, gdzie siedzi, przywiązany do krzesła, Hudson, oparty o belkę półprzytomny mały David i leżący obok niego Mason. Menendez postawia warunek, że jeszcze jedno z nich (poza Masonem) musi zginąć. Poświęca się Hudson, ratując przy tym niepełnosprawnego fizycznie już Woodsa i Davida. Menendez postępuje podobnie jak z Woodsem i dodatkowo podrzyna mu gardło wisiorkiem (pamiątka po jego zmarłej/zabitej siostrze). Ponieważ David nie ma nikogo już z rodziny, Woods postanawia, że będzie się nim opiekował. David, po historii Woodsa, rozumie, że nie miał wyboru i że to nie jego wina. Przysięga Frankowi, że dorwą Menendeza.
Kolejne misje, są już działaniami bezpośrednimi przeciwko głównemu wrogowi. Podczas przemówienia Menendeza do swych zwolenników „Cordis Die” w Jemenie, główny plac zostaje zaatakowany przez siły amerykańskie, w rezultacie czego lider „Cordis Die” postanawia uciec, pomaga mu w tym podwójny agent Farid (informuje drużynę Davida o kolejnych krokach Raula). Nastąpi też kolejny moment, w którym to gracz będzie mógł wybrać, czy zabić, czy oszczędzić swojego kolegę z drużyny (USA), który zostaje schwytany. Gracz, jako Farid, pod naciskiem Menendeza, sam musi zdecydować. Podczas inwazji wojsk USA z Davidem Masonem, Menendez dobrowolnie się poddaje (jest to kolejna część jego planu) i zostaje sprowadzony na pokład statku U.S.S Barrack Obama. Tam udaje mu się uciec, za pośrednictwem jednego z członków drużyny Davida, przedostaje się do stacji dowodzącej, gdzie jego siły eliminują strażników, a następnie sam on wyciąga ze swego sztucznego oka, chip, który ma przeprogramować sprzęt elektroniczny USA.
Następuje bitwa o Los Angeles, między siłami USA a ich sprzętem i Cordis Die. Finalna misja, to już ostateczne cele – wyłączenie źródła nadającego sygnał kontrolujący drony oraz zlikwidowanie/schwytanie Raula Menendeza. Pod koniec misji, gracz rani wroga, po czym ma moment decyzji na dalszy los przeciwnika – ma to wpływ na zakończenie. Fabuła dobiega końca.

## Zakończenia
Przed premierą, twórcy zapowiadali, że gra nie będzie liniowa i gracz, będzie miał możliwość podjęcia decyzji, które będą kluczowe dla zakończenia fabuły. Jest to np. zabicie/schwytanie/ocalenie pewnych postaci, czy ukończenie z powodzeniem pewnych operacji. Zakończeń jest około 4-6, a każde z nich może być albo szczęśliwe, albo smutne.

## Wyposażenie
Gracz ma do dyspozycji dość spory arsenał. Broń, czy też inny sprzęt wojskowy, występujące w grze, w większości są na obecnym rynku, część z nich jest w fazie prototypu albo po prostu fikcyjna.

## Dodatki DLC
Pierwszym zapowiedzianym dodatkiem DLC jest dodatkowa mapa gry wieloosobowej Nuketown 2025 dostępna w dniu premiery dla graczy, którzy zamówili podstawową wersję Call of Duty: Black Ops II przed premierą. Jest to unowocześniona wersja lokacji Nuketown z Call of Duty: Black Ops. Mapa została udostępniona za darmo w marcu 2013. Drugim zapowiedzianym dodatkiem jest Revolution zawierające cztery mapy dla wielu graczy i jedną mapkę dla trybu zombie z dodatkową bronią.

## Produkcja

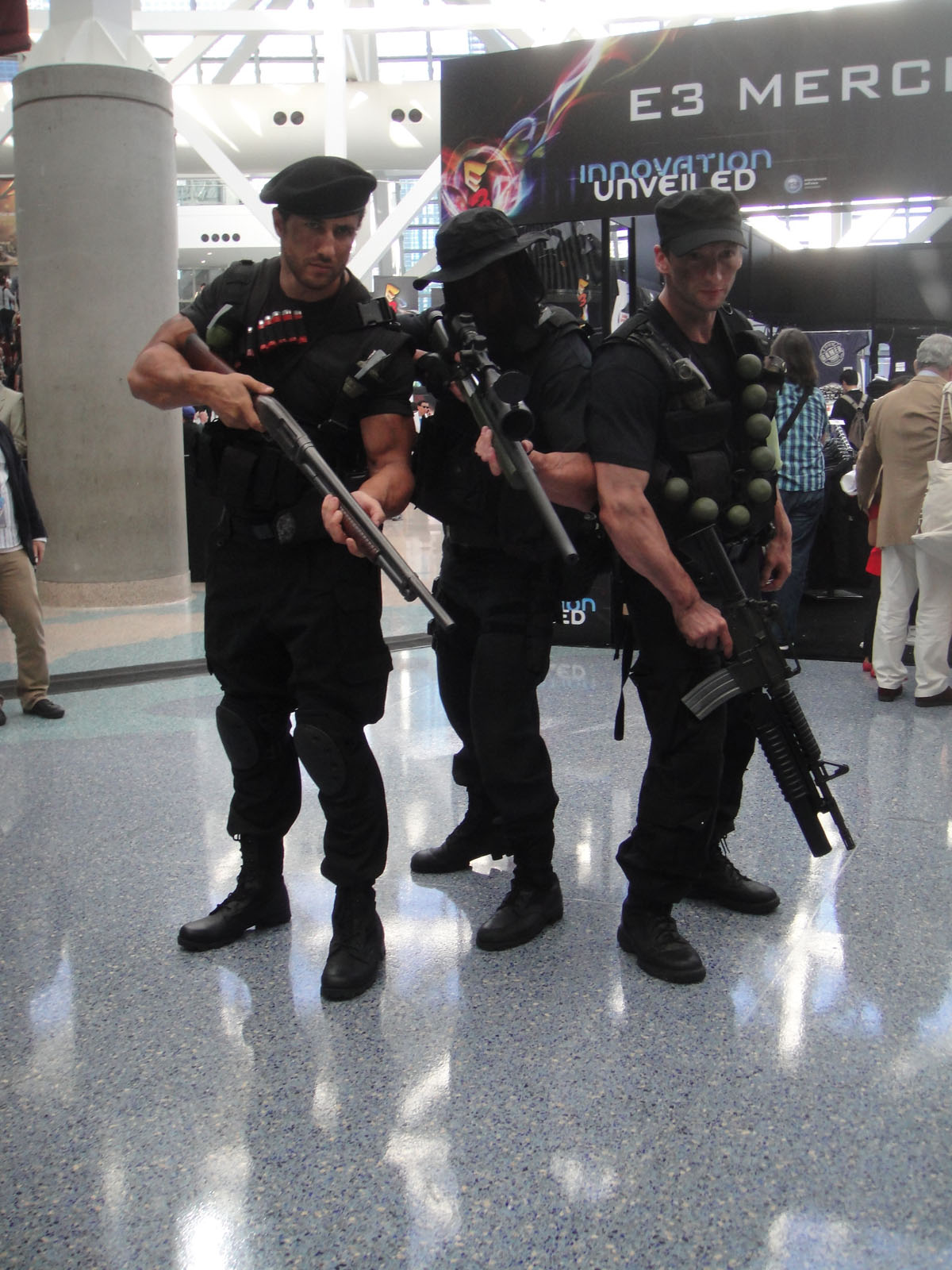
E3 Expo 2012 - Black Ops Soldiers (2012)

Nad Black Ops II pracowało ponad 300 deweloperów ze studiów Treyarch. Wersja na komputery osobiste wykorzystuje możliwości DirectX 11. Natomiast wersje konsolowe działają w 60 klatkach na sekundę oraz posiadają ulepszone efekty tj. oświetlenie HDR i nowe teksturowanie „reveal mapping” w stosunku do poprzednich części serii. Wersja gry na konsolę Wii U jest wyświetlana w rozdzielczości Full HD.

## Bohaterowie
- David Mason – żołnierz JSOC oraz główna postać sterowana przez gracza
- Mike Harper – żołnierz JSOC, przyjaciel Dawida (może zginąć w jednej z misji)
- Javier Salazar – tak samo żołnierz JSOC, w misji na lotniskowcu USS Obama zdradza nas postrzeliwując żołnierzy amerykańskich
- Raul Menendez – czarny charakter znany jako „Odyseusz”
- Admirał Tommy Briggs – dowódca „Sekcji” (Davida) i innych żołnierzy (może zginąć na USS Obama)
- Farid – tajny agent CIA ginie w misji podczas bycia szpiegiem (zdradzając Menendeza) bądź ginie w misji na USS Obama (Osłania Karmę przed postrzałem)
- Chloe „Karma” Lynch – była współpracowniczka Menendeza (ginie bądź przeżywa na USS Obama)
- DeFalco – przyjaciel Menendeza i dowódca ISI (ginie podczas misji na Collosusie, na USS Obama bądź w ostatniej misji)
- Manuel Noriega – prezydent Panamy, pomaga Menendezowi

(Bohaterowie znani z Black Ops 1)
- Alex Mason – główny bohater pierwszej części, agent CIA i ojciec Davida. Może zostać zabity w misji w Panamie.
- Jason Hudson – agent CIA, dobrze znany „Pan ciemne okulary” ginie podczas misji w Panamie
- Frank Woods – przyjaciel Masona i Hudsona zostaje ciężko ranny podczas misji w Panamie
- Wiktor Reznow – pojawia się w skrawku misji w Afganistanie (sądzi się, że Alex miał zwidy)
- Lew Krawczenko – złapany podczas misji w Afganistanie (po pełnym przesłuchaniu dowiadujemy się, że Menendez ma szpiega w CIA, mimo to Woods strzela mu w głowę)